# Tracheophyta
Le tracheobionta o tracheofite (Tracheophyta) sono un superphylum (super divisione) appartenente al regno delle Plantae caratterizzate dalla presenza di veri tessuti ed organi. Esse, per la presenza di vasi, sono anche dette piante vascolari.

## Caratteristiche
Sono dotate di cellule con parete, completamente lignificata, caratterizzata da un ispessimento anelliforme o a elica. Lo sporangio, inoltre non possiede columella, a differenza delle piante non vascolari.

## Suddivisione di livello inferiore
Recenti studi filogenetici hanno dimostrato che all'interno delle piante vascolari può essere effettuata una prima divisione fra le Licofite e le altre piante (dette Euphyllophyta). Le euphyllophyta, a loro volta, comprendono due grandi cladi: Spermatophyta (con oltre 260 000 specie) e Monylophyta con circa 9 000 specie, che comprendono le felci in senso lato.
Le piante della divisione Lycophyta e quelle che ricadono nei clade delle felci (Monylophyta), sono tutte piante sporangifere; per questa loro caratteristica comune in passato sono state aggregate nel taxon Pteridophyta, che allo stato delle attuali conoscenze risulta essere un raggruppamento parafiletico.
Il diagramma che mostra i rapporti filogenetici tra detti gruppi superiori è illustrato nell'albero filogenetico che segue:
```
 
Tracheophyta

  o 
  ├─ 
Lycopodiophyta
 (o 
Lycophyta
)
  │    ├─ 
Lycopodiales
 
  │    └─ 
Isoetopsida
 
  │       ├─ 
Isoetales
 
  │       └─ 
Selaginellales
 
  │
  └─ 
Euphyllophyta
 
       ├─ 
Spermatophyta
 
       └─ 
Monilophyta
 ("Felci")
          ├─ 
Psilotopsida

          └─ o 
             ├─ 
Equisetopsida
 
             ├─ 
Marattiopsida

             └─ 
Polypodiopsida
```